# Polyrhachis eudora
Polyrhachis eudora é uma espécie de formiga do gênero Polyrhachis, pertencente à subfamília Formicinae.